# مفاعل ثابت 1

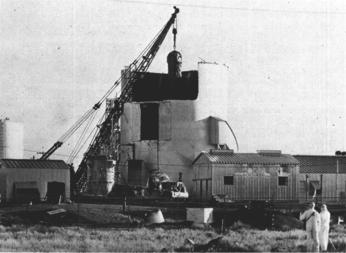
المفاعل وهو ينقل من مركزه في آيداهو

المفاعل الثابت منخفض الطاقة الأول (بالإنجليزية: Stationary Low-Power Reactor Number One) هو مفاعل نووي صغير في أمريكا، وتعرض في 3 يناير 1961 للانصهار وحدوث انفجار بخاري قتل ثلاثة عاملين. يُسمى عادةً إس إل-1 (SL-1) من باب اختصار الاسم الكامل.
كان السبب في الحادث انتزاع عمود ضبط وسطي من أعمدة امتصاص النيوترونات، وهي عملية غير مسموح بها. كان هذا الحادث هو الحادث الوحيد في مفاعل نووي في الولايات المتحدة تسبب في موت ثلاثة من العاملين على الفور. .
نشأ من الحادث نحو 80 كوري من اليود المشع نظير اليود 131
 واعتبرت حتسبت على أنها غير خطيرة نطرا لبعد المفاعل في الصحراء عن السكان في شرق أيداهو. كما انتشرت كمية 1100 كوري (تعادل 41 تيرا بيكريل) مشعة من منتجات الانشطار في الجو.
يقع المفاعل في مختبر إيداهو الوطني في محطة التجريب، وهي تبعد عن إيداهو نحو 40 ميل. وكان جزء
من المشاريع النووية للقوات الحربية ويعتبر أنه مفاعل صغير ذو قدرة صغيرة ALPR. وكان مبنيا لإمداد قاعدة حربية بعيدة بالطاقة الكهربائية والماء الساخن، مثل قاعدة رادار في القصب الشمالي أو قواعد الإنذار العسكري المبكر.
كان التصميم لمفاعل يعمل بطاقة 3 مليون واط (طاقة حرارية) ولكن أجريت عليه تجارب ليصل إنتاجه إلى 7و4 ميجا واط من الطاقة، وأجريت تلك التجارب قبل الحادث بعدة أشهر. كانت قدرة التشغيل 200 كيلوواط من الكهرباء و 400 كيلوواط حرارة لتدفئة المباني.
وصلت قدرة المفاعل أثناء الحادث إلى نحو 20 مليار واط خلال 4 مللي ثانية في قلب المفاعل مما جعله ينفجر منتجا كمية هائلة من البخار شديد السخونة.

## التصميم
قام الجيش الأمريكي خلال عامي 1954 و 1955 بتقدير احتياجاته من مفاعلات نووية يمكن تشغيلها في مناطق نائية في المنطقة القطبية الشمالية. وكانت تلك المفاعلات بغرض استبدال مولدات تعمل بالديزل لتزويد المنشآت بالكهرباء وتدفئة محطات الرادار التابعة للجيش.
وقامت هيئة الجيش المشؤولة عن المفاعلات بكتابة تقرير توجيهات بالنسبة للمشروع من وجهة التصميم والبناء واختبار المفاعل الاختباري، (مشروع مفاعل أرجون منخفض الطاقة ALPR) ووكلت به مختبر أرجون الوطني للقيام به.
ومن المتطلبات التي طلبتها الهيئة العسكرية:
- إمكان نقل المعدات بالطائرة،
- أستخدام أجهزة متداولة ومعتادة،
- منشأت قليلة في الموقع،
- بساطة التصميم واستدامة المنشآت والأجهزة،
- أمداد الوقود النووي لتشغيل المفاعل كل 3 سنوات.

وبني المفاعل الاختباري في الموقع NRTS من يوليو 1957 حتى يوليو 1958 . وكان تشغيله في 24 أكتوبر 1958 . وكانت قدرته 3 ميجاوات (قدرة حرارية). وكان المفاعل من نوع مفاعل الماء المغلي ويعمل بـ يورانيوم مخصب إلى درجة 93% يورانيوم-235 وكان الماء يستخدم كمبرد للمفاعل ومهديء. واستخدم علماء المختبر الوطني خبرتهم من «تجارب بوراكس» لتصميم المفاعل. وكان نظام دائرة الماء تعمل بضغط 300 psi ، فكان الماء يتخلل لوحات الوقود النووي التي كانت عبارة عن سبيكة يورانيوم-ألمونيوم.
وسُلم المفاعل إلى الجيش الأمريكي في ديسمبر 1958 بعد اختبارات كثيرة، وتولى قسم هندسة الطاقة مهام التشغيل في فبراير 1959. وتولى «كادر» خاص من الجيش الأمريكي مهام التدريب على تشغيل المفاعل.

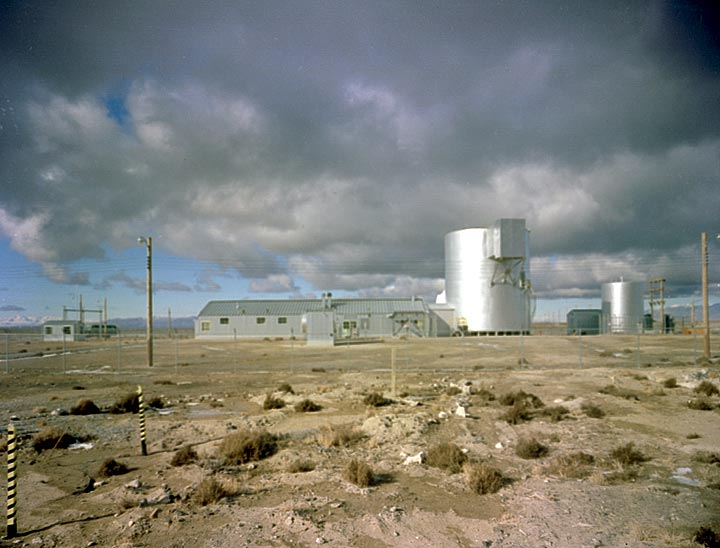
المفاعل ALPR قبل الحادث

كانت معظم أجزاء المفاعل في مبنى أسطواني من الفولاذ قطره 39 قدم وارتفاعه 48 قدم. وكان معظم الفولاذ ذو سمك 6 مليمتر ويسمى ARA-602 . وكان الدخول إلى المبنى عن طريق باب معتاد يؤدي إلى حجرة أولية ARA-603 تؤدي إلى مبنى الألات. كما كان يوجد باب للطوارئء. ولم يكن خزان المفاعل الذي يحوي الوقود النووي وماء التبريد مصنوعا لتحمل الضغوط العالية التي تتحملها المفاعلات الكبيرة التي تبنى في مناطق مأهولة بالسكان. ولكن المبنى كان قادرا على احتواء معظم التسريبات المشعة التي قد تتسرب خلال حادث بسيط أثناء النشغيل.
وكان قلب المفاعل مصمما على أن يحوي 59 وحدة وقود صغيرة ووحدة مصدر نيوترونات و 9 من قضبان التحكم التي تمتص النيوترونات الزائدة. إلا أن المفاعل المستخدم كان به 40 وحدة وقود صغيرة و5 من قضبان التحكم التي كانت في شكل (+) في مقطعها. منها القضيب رقم 9 في الوسط و 4 قضبان حوله (وهي القضبان بأرقام 1، 3، 5، 7)، وجميعهم غاطسون في وحدات الوقود وماء التبريد.
كانت قضبان التحكم مصنوعة من الكادميوم سمك 60 مليمتر محفوطا في غطاء من الألمونيوم سمك 80 مليمتر. كانوا بعرض 14 بوصة وطول الواحد منهم 32 بوصة. وكانت الـ 40 وحدة وقود، تتكون الواحدة منها من 9 من ألواح الوقود. كان اللوح منها سمك 120 مليمتر ويحتوي على شريحة 50 مليمتر من سبيكة اليورانيوم والألمونيوم، ومغطاة أيضا بغطاء ألمونيوم X-8001 بسمك 35 مليمتر.
سمك الماء بين لوحات الوقود كان 310 مليمتر. وكان الوقود الأولى عاليا التخصيب بنسبة 93% يورانيوم-235 ويشمل كمية كاملة قدرها 31 رطل من اليورانيوم-235
استخدمت 40 وحدة وقود في قلب المفاعل بدلا من 59 وحدة وقود؛ فكان حجم الوقود صغيرا، جعل العاملين يستغنون عن قضبان التحكم المحيطة بقضيم التحكم الوسطي. فكان على قضيب التحكم الوحيد هذا أهمية كبيرة.

## الحادث وتبعاته
في 21 ديسمبر 1960 كان المفاعل قد أغلق لإجراء عمليات صيانة، ومعايرة الأجهزة، واصلاح الأجهزة المساعدة، وتركيب 44 من المحسات والأسلاك لقياس فيض النيوترونات في قلب المفاعل. وكانت الأسلاك مصنوعة من الألمونيوم ومغطاة بسبيكة من الألمونيوم والكوبلت.
وفي 3 يناير 1961 كان المفاعل يتم اعداده للتشغيل بعد إغلاقة فترة 11 يوم بعد احتفالات بالعيد. وكانت عمليات الصيانة تتطلب أن يُرفع قضيب التحكم مسافة عدة بوصات من خارج مصفوف الوقود النووي من أجل تركيب جهاز تحريكه. وفي الساعة التاسعة ودقيقة تم إزاحة قضيب التحكم ولكن لمسافة أطول من المقرر مما جعل الوقود النووي يصل إلى حالة حرجة في التو والحال. وخلال 4 مللي ثانية نشأت حرارة كبيرة ناتجة من انطلاق طاقة المفاعل المفاجئة جعلت الماء حول الوقود النووي تتحول فجأة إلى بخار انفجاري. احدث البخار الشديد الضغط موجة ضغطية ضد قمة خزان المفاعل تطايرت بسببها الماء والبخار من أعلى الخزان. وبينت فحوصات تمت بعد ذلك أن كل خزان المفاعل بأكملة (وهو يحوي قلب المفاعل) ووزنه 26.000 رطل قد قفز من مكانه من وقع الانفجار وارتفع نحو 9 أقدام، كما اصطدم جهاز تحريك قضيب التحكم بسقف مبنى المفاعل، قبل إن يعود ويستقر على أرضيته من جديد. .
الماء الساخن والبخار المنتشر بشدة أصاب اثنين من العاملين فحرقهم وشلهم تماما على الفور وأصاب آخرين بإصابات شديدة. وكان اندفاع السداد العلوي للخزان سببا في موت العامل الثالث حيث نطره السداد بالكامل إلى سقف المبنى.

واتضح بعد ذلك أن أحد الثلاثة العاملين - وهم من الخبراء العسكريين - قد قام بإزاحة قضيب التحكم أكثر من اللازم مما أدى إلى وقوع الحادث.

### مباديء المفاعل والأحداث
عدة عوامل تؤثر على معدل إنتاج الطاقة من مفاعل نووي وهي متعلقة بتغيرات في وضع قضيب التحكم. وأما الأجزاء الأخرى من التصميم فهي تتحكم في سرعة انتقال الحرارة من الوقود النووي إلى ماء التبريد.
المفاعل النووي المتسلسل يكون عظيم الإيجابية عند الوصول إلى الحالة الحرجة في الوقود النووي؛ وعلى الأخص عندما يزداد عدد النيوترونات الناتجة من كل انشطار. ففي مفاعل نووي يجب التحكم في عدد تلك النيوترونات الزائدة طالما كان المفاعل في الحالة الحرجة. وأحسن طريقة للتحكم في عدد النيوترونات هو بواسطة قضبان التحكم التي تمتص النيوترونات الزائدة. وتوجد طرق أخرى للتحكم وهي تتضمن حجم وشكل قلب المفاعل (الوقود النووي)، ووجود مواد عاكسة للنيوترونات حول قلب المفاعل (فهي تعمل على رد نيوترونات كانت في سبيلها لمغادرة قلب المفاعل وتعكسها لتعود إلى قلب المفاعل لزيادة التفاعل). إن تغييرات في مقدار امتصاص النيوترونات أو انعكاسها يغير شديدا فيض النبيوترونات في قلب المفاعل، وبالتالي يحدث تغييرا شديدا في قوة التفاعل.
أحد عوامل التشغيل في مفاعل الماء الخفيف وتؤخذ في الحسبان عند التصميم أن يكون للمفاعل مهديء درجة حرارته سلبية ومعامل إنتاجه فقاقيع.(لأن بخار ماء التبريد له كثافة منخفضة فتحدث تجمعات من الفقاقيع تسمى بالنسبة لمفاعل نووي "voids" أي «فراغات»؛ أي تكون بمثابة فراغات في قلب المفاعل لا تقوم بتهدئة سريان التفاعل.) عندما تكون التفاعلية النووية للمفاعل سلبية فهذا معناه أن الماء الذي يعمل كمهديء (لسرعة النيوترونات) سيسخن ويتمدد، وتبتعد جزيئات الماء عن بعضها البعض (فالماء يتمدد بالحرارة وربما يغلي) وتقل تهدئة النيوترونات من أجل استمرار عمليات الانشطار. بسبب تلك الآلية فإن معظم مفاعلات الماء الخفيف ستخفض من نفسها معدل حدوث الانشطارات كنتيجة لارتفاع درجة حرارة المهديء. فإدا نتجت حرارة كافية لغليان الماء في قلب المفاعل النووي فإن عدد الانشطارات في الوقود النووي تنخفض أيضا بدورها حيث تكثر فقاقيع البخار في ماء التبريد والتهدئة. هذا هو تفسير أن يكون المهديء له معامل سلبي بالنسبة لتنظيم معدل الانشطارات.
ولكن إذا زادت الطاقة الناتجة من التفاعل المتسلسل سريعا، فإن الماء سيحتاج إلى فترة زمنية أطول لالتقاط تلك الطاقة الناشئة فجأة في الوقود النووي، فلا وقت لتنشأ تلك الفقاقيع التي تهديء من سير التفاعل. في تلك الحالة تزداد شدة التفاعل بقوة عظيمة من دون حدوث أي حالة سلبية لكبح زمامه (مثل تكون فقاقيع من ماء يغلي). فيسخن الوقود النووي بطريقة مجنونة، مما يجعله ينصهر وتتبخر المعادن في قلب المفاعل، ويحدث تمدد فظيع وسريع، ويرتفع الضغط، وتختل أجهزة قلب المفاعل مما يؤدي إلى تدمير المفاعل، كما حدث في حالة المفاعل إس إل-1.

### الأحداث بعد انطلاق طاقة المفاعل

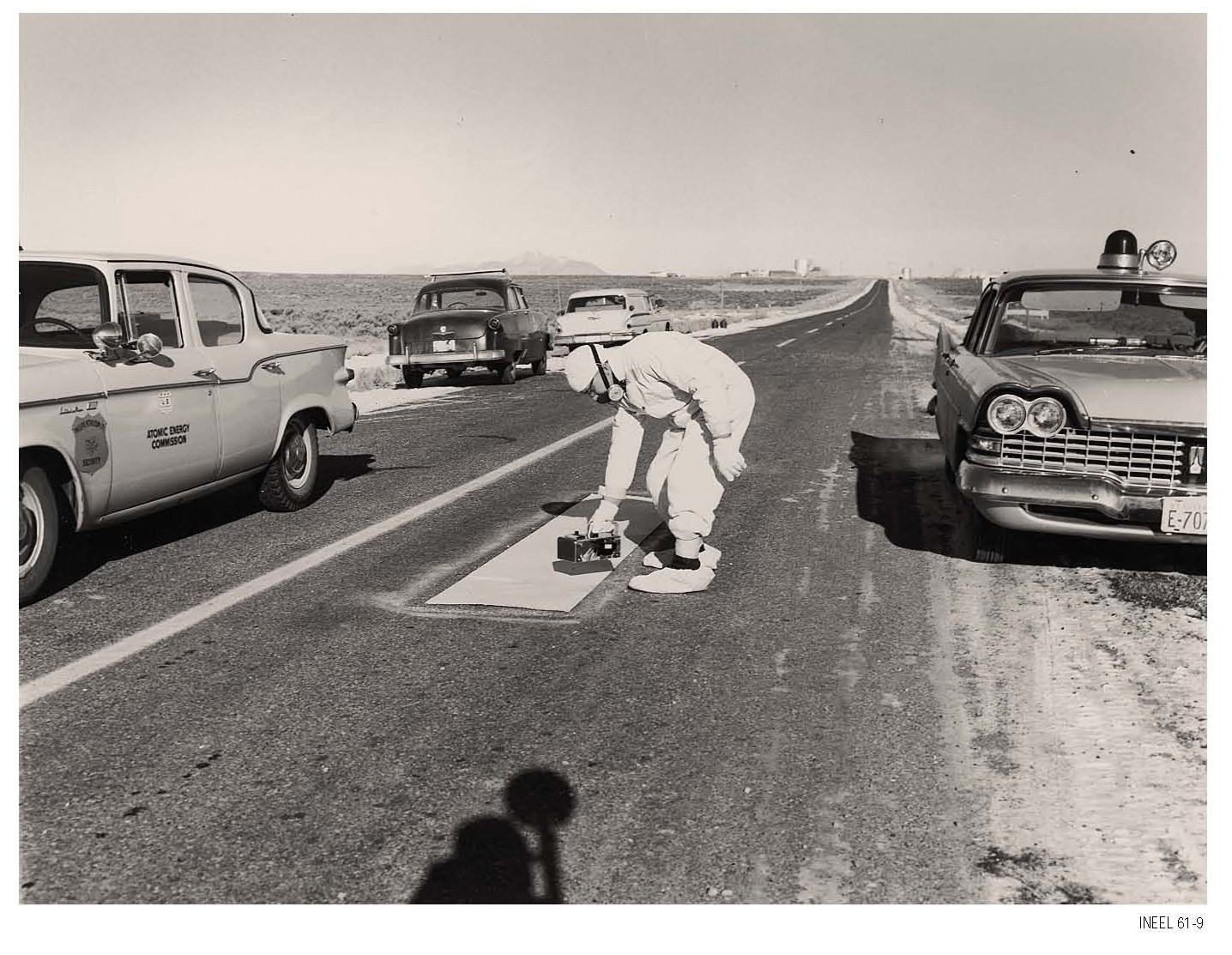
فحص التلوث الإشعاعي على الطريق السريع القريب U.S. Route 20#Idaho

لم يتواجد أحد من الناس الغرباء في موقع المفاعل، وكان به العاملون فقط. ولم يتوقف التفاعل الذي جرى في المفاعل إلا بسبب محدودية التصميم والمباديء الأساسية في فيزياء الماء الساخن وانصهار الوقود النووي، التي عملت على فصل الوقود عن الماء المهديء.
تلك العوامل هي التي أدت في النهاية ذاتيا في إيقاف التفاعل.
محسات الإشعاع المنصوبة فوق المفاعل قامت بتشغيل صفارات الإنذار في الساعة 9 ودقيقة، وهو وقت حدوث الحادث. أسرع رجال المطافيء ووصلوا إلى مكان الحادث خلال 9 دقائق، لأنهم كانوا يعتقدون أن الإنذار وقع بطريق الخطأ.

دخل رجال المطافيء مبنى المفاعل ولاحظوا أضواء الإنذار تنذر بارتفاع الإشعاع. وقفزت مؤشرات عدداتهم فجأة إلى ما هو أعلى من القراءة العظمى للعداد، وحدث ذلك وهم يصعدون السلم داخل المفاعل، فارتدّوا في الحال إلى الخارج.
وفي الساعة 9:17  وصل المسؤول عن الوقاية وفيزياء الصحة مع فريقه. وقاموا مع رجال المطافيء بلبس ملابس الوقاية ووضعوا أقنعة ترشيح الهواء على وجوههم لإبعاد قدر الإمكان فرصة تعرضهم للتلوث الأشعاعي، واقتربوا من السلم المؤدي إلى المفاعل. وكانت قراءة أجهزتهم للأشعاع تشير إلى 25 رونتغن (وحدة) في الساعة (25 R/hr) وهم على السلم، فارتدوا راجعين.
وبعد عدة دقائق أخرى وصل فريق من الوقاية بأجهزة قراءة الإشعاع تستطيع قياس 500 رونتغن / الساعة، ولبسوا ملابسا يمكنها حجب أشعة غاما إلى حد ما عن أجسامهم . وصعد مسؤول الوقاية ومعه أثنين من رجال المطافيء السلم، ورأوا الدمار الحادث في صالة المفاعل . وعندما وجدوا أن العداد يشير إلى أقصى درجة فيه فرجعوا مسرعين لكي لا يتعرضوا أكثر للإشعاع.

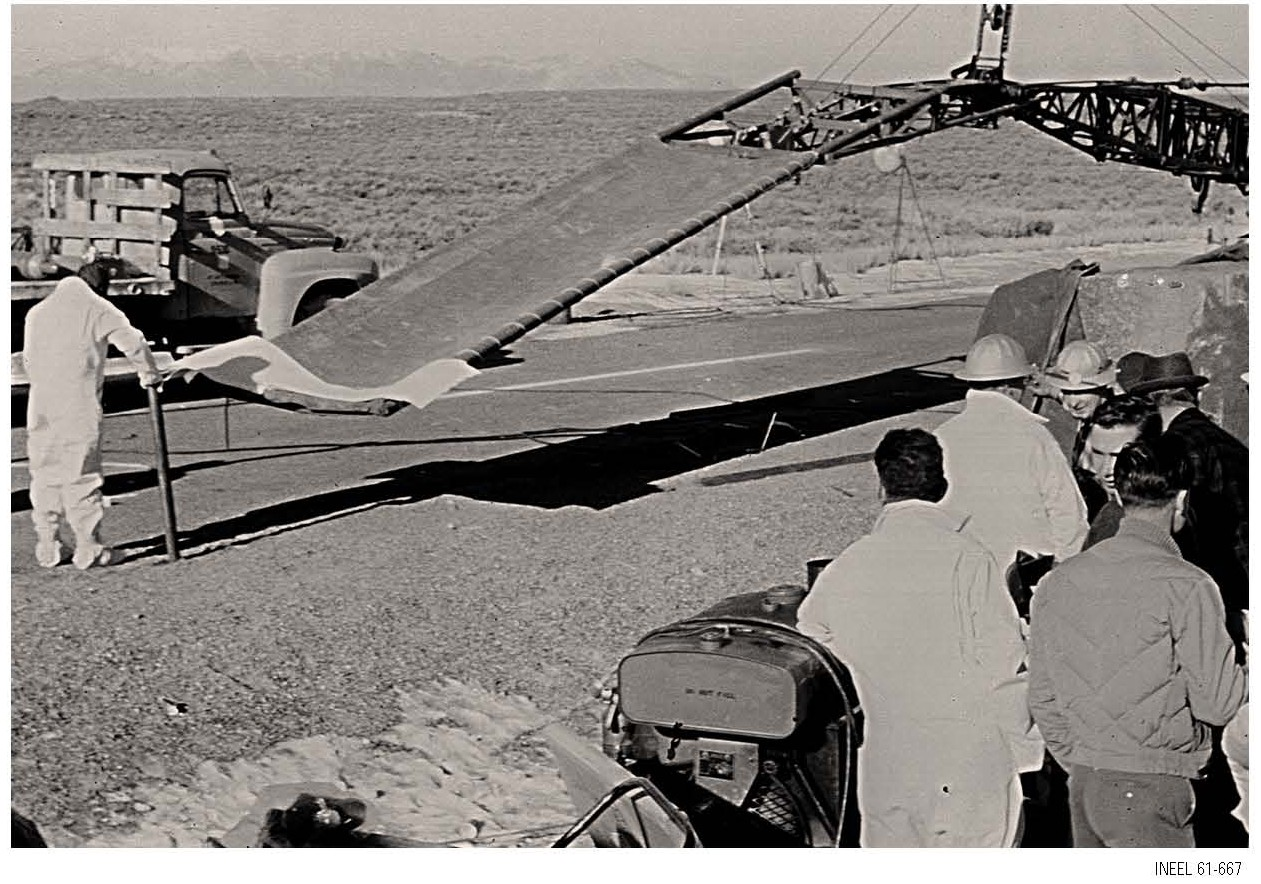
رجال من الجيش يجهزون السرائر المتنقلة قبل إدخالها إلى مبنى المفاعل.

نحو الساعة 10:30  وصل المشرف على الموقع وهو من قسم مهندسي الاحتراق العسكريين ورئيس قسم الوقاية من الإشعاع. ودخلا مبنى المفاعل في الساعة 10:45 ووجدا أثنين من العاملين غارقين في المياه وهما يإنون من آلامهم . وجاء 5 رجال انقاذ بسرا ئر محمولة، على أن يدخلوا لمدة دقيقة واحدة لإنقاذ المصابين، ولكن أحد المصابين مات في الساعة 10:50 بسبب أصابته في رأسه . وكانت ملابسة قد تلوثت بالإشعاع، وكانت شدة الأشعاع الصادرة منه 500 رونتغن (وحدة)/الساعة.
ثم اكتشاف العامل الثالث نحو الساعة 10:38 وكان معلقا في السقف. قاموا بإنقاذ من أمكن إنقاذه من مصابين آخرين وبدأ العمل لحمايتهم .
العامل الثالث أكتشف مؤخرا لأنه كان معلقا في السقف فوق خزان المفاعل ولم يكن سهلا رؤياه.
وفي ليلة 4 يناير وصل 10 من المتطوعين ودبروا خطة لاسترجاع العامل الثالث المعلق. وفي يوم 9 يناير دخل كل اثنين منهم لمدة تعرض للإشعاع لا تزيد عن 65 ثانية، مستخدمين عمدانا طويلة مثبت عليها مخالب لسحب واسترجاع العامل الثالث من ملابسه مع استخدام رافعة.
وقد بينت قياسات الذهب المشع 198Au من ساعة العامل المتوفي وقياس النحاس المشع copper-64 المأخوذ من ولاعة سجائره أن المفاعل قد وصل بالفعل إلى الحالة الحرجة، فان كميات النيوترونات التي نشأت خلال الحادث عملت على تحول الذهب والنحاس إلى ذهب مشع ونحاس مشع.
وتم دفن الموتى في صناديق من الرصاص وغطيت بالخرسانة ودفنت في مدفن تغطيه الخرسانة . وبعض أجزاء أجسامهم تم دفنها في صحراء إيداهو كنفايات مشعة. وأما الخبير العسكري «ريتشارد ليروي» فقد تم دفنه في المقبرة 31 في مقبرة أرلينغتون الوطنية.

## اقرأ أيضا
- مفاعل نووي
- انشطار نووي
- مفاعل الماء الخفيف
- تفاعلية نووية